# Hydrogamasellus ubatubaensis
Hydrogamasellus ubatubaensis är en spindeldjursart som först beskrevs av Hirschmann 1966.  Hydrogamasellus ubatubaensis ingår i släktet Hydrogamasellus och familjen Ologamasidae. Inga underarter finns listade i Catalogue of Life.